# Henry Sinclair of Roslin
Sir Henry Sinclair of Roslin (auch Henry St Clair, † um 1330) war ein schottischer Adliger.

## Herkunft
Henry Sinclair entstammte der ursprünglich anglonormannischen Familie Sinclair. Er war der älteste Sohn von William Sinclair, seine Mutter war wahrscheinlich Amicia, obwohl sein Vater angeblich Agnes, eine Tochter des Earl of Dunbar geheiratet hatte.

## Rolle im Schottischen Unabhängigkeitskrieg
Wie sein Vater schwor der junge Henry 1292 dem englischen König Eduard I. als Oberherrn von Schottland die Treue. Als es jedoch 1296 zum Krieg mit England kam, nahm Henry wie sein Vater auf schottischer Seite an der Schlacht bei Dunbar teil und geriet ebenfalls in englische Gefangenschaft. Er wurde in St Briavels Castle inhaftiert und kam 1299 im Zuge eines Gefangenenaustauschs gegen den englischen Adligen Sir William Fitzwarin frei. Sein Vater konnte offenbar vor 1302 aus der Gefangenschaft fliehen, blieb aber verschollen, so dass Henry dessen Besitzungen, insbesondere die feudale Baronie Roslin um Roslin Castle in Midlothian, erbte. Er unterstützte nun die Engländer in Schottland und wurde im September 1305 als Nachfolger des rebellierenden Robert Bruce, Earl of Carrick Sheriff von Lanark. Am 22. Juni 1306 bürgte Sinclair zusammen mit Sir Robert Keith und Sir Adam Gordon für die Loyalität von William Lamberton, Bischof von St Andrews gegenüber dem englischen König. Zwischen 1308 und 1309 erhielt Sinclair von der englischen Krone Geld, damit er den Waffenstillstand mit Robert Bruce, der sich inzwischen als Robert I. zum schottischen König erklärt hatte, einhielt. Offenbar diente Sinclair den Engländern auch als Bote. Spätestens vor Oktober 1313 hatte er jedoch die Seiten gewechselt und unterstützte nun Robert I. Möglicherweise nahm er auf schottischer Seite 1314 an der Schlacht von Bannockburn teil. 1320 besiegelte er mit die Erklärung von Arbroath. 1321 wurde Sinclair königlicher Vogt im nordschottischen Caithness. Da Sinclair Besitzungen in Zentral- und Südschottland hatte, ist es überraschend, dass er dieses Amt im äußersten Norden Schottlands erhalten hat. Vermutlich erhielt Sinclair dieses Amt, da seine Frau Alicia Fenton Besitzungen im nordschottischen Ross-shire geerbt hatte. 1328 bewilligte der König ihm und seinen Erben eine jährliche Pension von 40 Mark, was vielleicht die Rückzahlung eines Darlehens durch den König war. Sein genaues Todesjahr ist unbekannt.

## Ehe und Nachkommen
Aus seiner Ehe mit Alicia Fenton hatte Sinclair mehrere Kinder, darunter mindestens einen, vermutlich zwei Söhne:
- Sir William Sinclair († 1330)
- John Sinclair († 1330)

Seine beiden Söhne starben 1330 vermutlich beide in Spanien, als sie Sir James Douglas begleiteten, der das Herz von Robert I. ins Heilige Land überführen sollte. Daraufhin wurde Sinclairs Enkel William, der minderjährige Sohn seines ältesten Sohns William sein Erbe.